# Amphoe Thap Khlo
Amphoe Tap Khlo (Thai: อำเภอ ทับคล้อ) ist ein Landkreis (Amphoe – Verwaltungs-Distrikt) im Südosten der Provinz Phichit. Die Provinz Phichit liegt im südlichen Teil der Nordregion von Thailand.

## Geographie
Benachbarte Landkreise (von Süden im Uhrzeigersinn): die Amphoe Dong Charoen, Bang Mun Nak, Taphan Hin und Wang Sai Phun der Provinz Phichit, Noen Maprang der Provinz Phitsanulok, sowie Wang Pong und Chon Daen der Provinz Phetchabun.

## Geschichte
Tap Khlo wurde am 15. Juli 1996 zunächst als „Zweigkreis“ (King Amphoe) eingerichtet, bestehend aus vier Tambon, die von dem Bezirk Bang Mun Nak abgespalten wurden.
Am 13. August 1987 erhielt Tap Khlo den vollen Amphoe-Status.

## Verwaltung

### Provinzverwaltung
Der Landkreis Thap Khlo ist in vier Tambon („Unterbezirke“ oder „Gemeinden“) eingeteilt, die sich weiter in 56 Muban („Dörfer“) unterteilen.
| Nr. | Name          | Thai     | Muban | Einw.  |
| --- | ------------- | -------- | ----- | ------ |
| 01. | Thap Khlo     | ทับคล้อ    | 11    | 14.946 |
| 02. | Khao Sai      | เขาทราย  | 14    | 14.228 |
| 03. | Khao Chet Luk | เขาเจ็ดลูก | 12    | 07.554 |
| 04. | Thai Thung    | ท้ายทุ่ง    | 19    | 07.933 |

### Lokalverwaltung
Es gibt zwei Kommunen mit „Kleinstadt“-Status (Thesaban Tambon) im Landkreis:
- Khao Sai (Thai: เทศบาลตำบลเขาทราย) bestehend aus Teilen des Tambon Thap Khlo.
- Thap Khlo (Thai: เทศบาลตำบลทับคล้อ) bestehend aus Teilen des Tambon Khao Sai.

Außerdem gibt es vier „Tambon-Verwaltungsorganisationen“ (องค์การบริหารส่วนตำบล – Tambon Administrative Organizations, TAO)
- Thap Khlo (Thai: องค์การบริหารส่วนตำบลทับคล้อ) bestehend aus Teilen des Tambon Thap Khlo.
- Khao Sai (Thai: องค์การบริหารส่วนตำบลเขาทราย) bestehend aus Teilen des Tambon Khao Sai.
- Khao Chet Luk (Thai: องค์การบริหารส่วนตำบลเขาเจ็ดลูก) bestehend aus dem kompletten Tambon Khao Chet Luk.
- Thai Thung (Thai: องค์การบริหารส่วนตำบลท้ายทุ่ง) bestehend aus dem kompletten Tambon Thai Thung.